# Броніслав Солтис

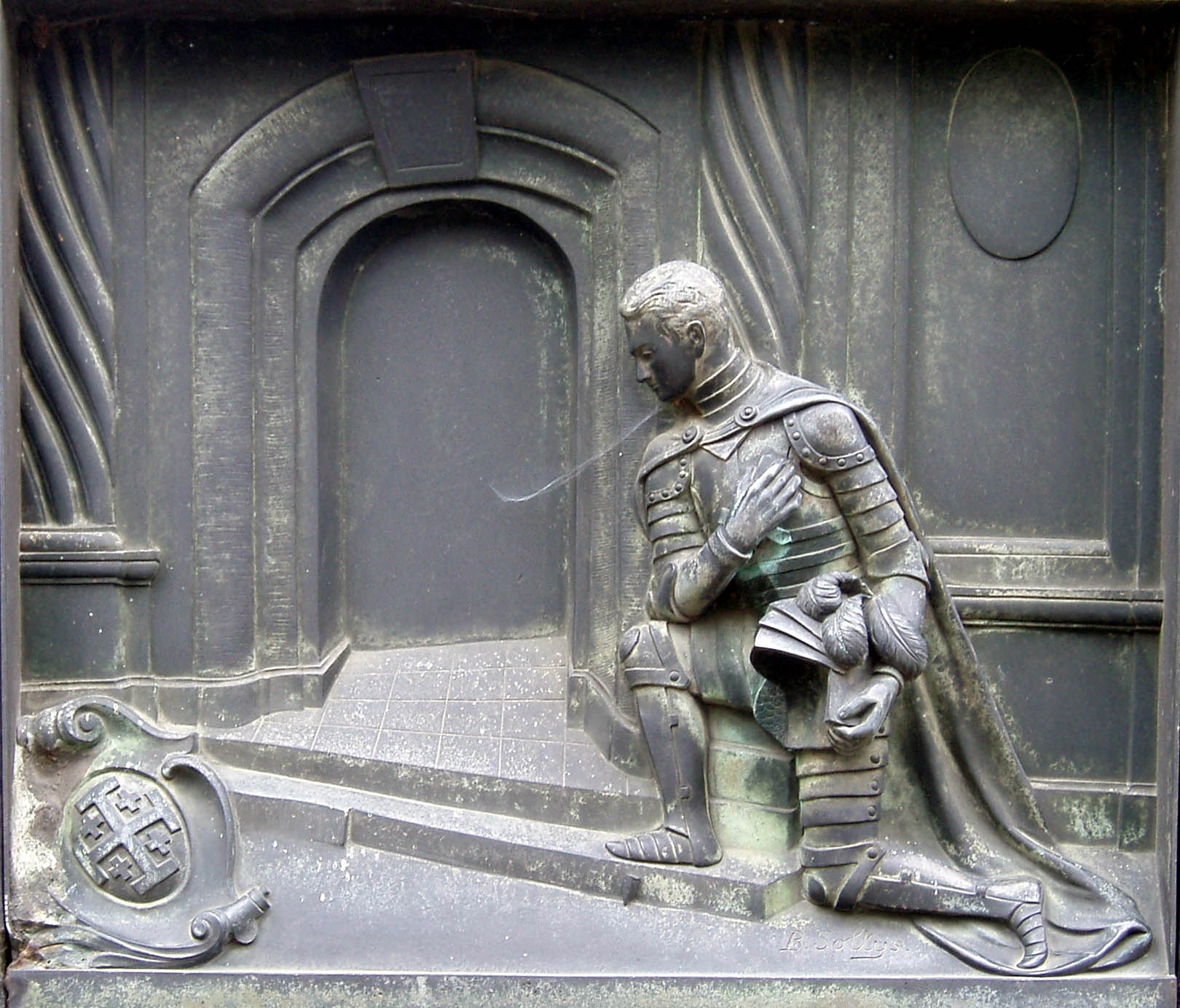
Рельєф на постаменті пам'ятника Трушковських і Закрейсів на Личаківському цвинтарі (1937)

Броніслав Мар'ян Солтис (пол. Bronisław Marian Sołtys, 1869 Львів — 1942, там само) — скульптор. Працював у Львові наприкінці XIX — першій третині XX століття.

## Біографія
Протягом 1885—1889 років навчався у львівській Промисловій школі на відділі скульптури (викладач з фаху Юліуш Белтовський). Пізніше, у 1889—1891 — у Віденській академії мистецтв. Працював у скульптурній майстерні Петра Гарасимовича. 1894 року відкрив власну майстерню при нинішній вулиці Хмельницького, 42а. Наступного року переніс на вулицю Пекарську, 14. Займався переважно монументально-декоративною скульптурою, у чому співпрацював із такими львівськими архітекторами, як Карел Боублік, Зигмунт Кендзерський, Юліуш і Людвік Цибульські. Творив у модній наприкінці XIX століття неорококовій течії, поступово перейшов до сецесії. Був членом Львівського товариства мулярів, теслів, каменярів і штукаторів і на початку XX століття був одним з його керівників.
Роботи
- Скульптурне оздоблення інтер'єрів палацу Владислава Лозинського на нинішній вулиці Стефаника, 3 у Львові (1895—1896).
- Оздоблення будинку на вулиці Стрийській, 5 (1896—1897, архітектор Міхал Ковальчук).
- Стюкове оздоблення фасадів будинку на вулиці Різьбярській, 5 (1897, архітектор Міхал Ковальчук).
- Стюкове оздоблення фасадів будинку на нинішньому проспекті Шевченка, 28 (1897—1898, архітектор Яків Баллабан). Початковий проєкт передбачав пишніший декор. Для цього ж будинку Солтис розробив металеві оздоби, меблі і кахлеві печі.
- Стюкові рельєфи, а також атлант і каріатида будинку на нинішньому проспекті Шевченка, 26 (1898, архітектор Юліуш Цибульський).
- Ймовірно виконав стюкове оздоблення і погруддя Шопена на фасаді будинку на нинішній вулиці Дорошенка, 11 (1898, архітектор Карел Боублік).
- Скульптурне оздоблення кам'яниці на вулиці Франка, 43 (1898, архітектори Юліан Цибульський, Яків Баллабан).
- Атлант і каріатида будинку на вулиці Пекарській, 24 (1898, архітектор Альбін Загурський).
- Скульптури атлантів на вулиці Чупринки, 38 (1907), архітектор Юліан Цибульський[1].
- Бронзовий медальйон на надгробку Михайла Щупакевича на Янівському цвинтарі (пом. 1925, 14 поле)[2].
- Пам'ятник польським солдатам у Рясному. Являє собою саркофаг із чотирма барельєфами, які зображують лицарів. Відкритий 1932 року. Співавтор Вітольд Равський[3]
- Рельєф «Лицар перед Гробом Господнім в Єрусалимі» на постаменті пам'ятника, що на склепі Трушковських і Закрейсів на Личаківському цвинтарі (1937).